# سیستم هدایت خودکار قطار
سیستم هدایت خودکار قطار (ATO) روشی برای هدایت خودکار قطارها است که موجب می‌شود تقریباً نیازی به نظارت راننده برای هدایت قطار وجود نداشته باشد. به زبانی دیگر، ATO را می‌توان به عنوان یک سیستم خودکار تعریف کرد که عملکردهای برنامه‌ریزی شده‌ای مانند توقف، تنظیم سرعت، کنترل درها و موارد مشابهی را به صورت خودکار انجام می‌دهد.

## درجات اتوماسیون

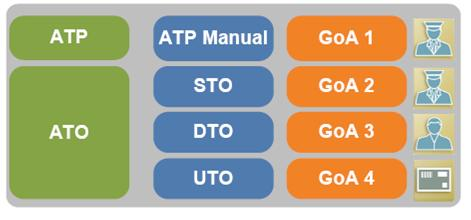
نموداری که سطوح مختلف اتوماسیون ممکن در راه‌آهن را نشان می‌دهد

درجه اتوماسیون کنترل GoA نامیده می‌شود. در حداکثر درجه اتوماسیون (GoA4) قطار به‌طور کاملا خودکار بدون هیچ اپراتوری در کابین کنترل می‌شود.
اولین آزمایش‌های قطار بدون راننده در تاریخ اتوماسیون قطار به دهه ۱۹۲۰ میلادی برمی گردد.